# 189347 Qian
189347 Qian è un asteroide della fascia principale. Scoperto nel 2008, presenta un'orbita caratterizzata da un semiasse maggiore pari a 3,0045253 UA e da un'eccentricità di 0,0921112, inclinata di 9,16356° rispetto all'eclittica.